# اوکلند سیتی (ایندیانا)
اوکلند سیتی، ایندیانا (به انگلیسی: Oakland City, Indiana) یک شهر در ایالات متحده آمریکا با جمعیت ۲٬۴۲۹ نفر است که در ایندیانا واقع شده‌است.

## موقعیت جغرافیایی
موقعیت جغرافیایی شهرها و مناطق اطراف به شرح زیر است: